# Aleksandr Szewielow
Aleksandr Siergiejewicz Szewielow (ros. Александр Сергеевич Шевелёв; ur. 1 listopada 1936 w Nikołajewie, zm. 19 sierpnia 2020) – rosyjski florecista reprezentujący ZSRR, złoty medalista mistrzostw świata.
Podczas mistrzostw świata w Turynie w 1961 roku reprezentacja ZSRR w składzie: Mark Midler, Jurij Rudow, Aleksandr Szewielow, Jurij Sisikin, Gierman Swiesznikow i Wiktor Żdanowicz zdobyła złoty medal w zawodach drużynowych. Był to jego jedyny medal wywalczony w zawodach tego cyklu.
Nigdy nie wziął udziału w igrzyskach olimpijskich.
W 1961 roku zdobył mistrzostwo kraju we florecie indywidualnym, a w latach 1958–1965 czterokrotnie zwyciężał w zawodach drużynowych. Po zakończeniu kariery został trenerem. W latach 1981–2006 był przewodniczącym Federacji Szermierczej Obwodu Woroneskiego, a od 2000 roku był członkiem Komitetu Wykonawczego Rosyjskiej Federacji Szermierczej.